# فرانس هکنبرک
فرانس هکنبرک (هلندی: Frans Hogenbirk؛ ۱۸ مارس ۱۹۱۸ – ۱۳ سپتامبر ۱۹۹۸) یک بازیکن فوتبال اهل هلند بود.

## تیم ملی
وی همچنین در تیم ملی فوتبال هلند بازی کرده است.